# Gladiador capgrís
El gladiador capgrís (Malaconotus blanchoti) és un ocell de la família dels malaconòtids (Malaconotidae).

## Hàbitat i distribució
Viu a les sabanes de gran part de la zona afrotròpica, al Senegal, Gàmbia, sud-oest de Mali, Guinea Bissau, Guinea, Sierra Leone, Burkina Faso, Costa d'Ivori, nord de Ghana, Togo, Benín, Níger, Nigèria, nord del Camerun, República Centreafricana, Txad, nord i nord-est de la República Democràtica del Congo i Sudan del Sud, Etiòpia, Eritrea, Somàlia, Ruanda, Uganda, Kenya, Tanzània, Zàmbia, Malawi, Zimbabwe, cap al sud (a excepció dels boscos de l'Àfrica central i Occidental) fins al sud d'Angola, extrem nord-est de Namíbia, nord i est de Botswana, Moçambic i l'est de Sud-àfrica.